# Jin (manga)
Jin è una serie manga seinen scritta ed illustrata da Motoka Murakami e pubblicato a partire dal 2000. È stato adattato in un dorama di TBS suddiviso in due stagioni e mandato in onda rispettivamente nel 2009 e nel 2011.
Se ne sta infine producendo anche una versione coreana.

## Trama
Jin Minakata è un impegnato medico dei nostri tempi che è specializzato in chirurgia del cervello. Dopo una difficile operazione eseguita su un paziente sconosciuto, sviene per la stanchezza e lo stress in sala operatoria e si risveglia ritrovandosi trasportato indietro nel tempo, alla fine del periodo Edo.
Tramite il fortuito incontro con vari personaggi storici, Jin crea una piccola clinica di fortuna e si mette a curare e dare conforto a malati e feriti; mettendo così a servizio di questa sua nuova realtà in cui è stato portato, le proprie competenze mediche.

## Protagonisti
- Takao Osawa - Minakata Jin
- Haruka Ayase - Tachibana Saki
- Keisuke Koide - Tachibana Kyotaro
- Yumi Aso - Tachibana Ei
- Miki Nakatani - Tomonaga Miki / Nokaze
- Elena Mizusawa - Hatsune
- Saki Takaoka - Yugiri
- Naomasa Musaka - Suzuya Hikosaburo
- Aki Mizusawa - Hikosaburo's wife
- Kenta Kiritani - Saburi Yusuke
- Tetsuya Takeda - Koan Ogata
- Hiromasa Taguchi - Yamada Junan
- Katsuya Kobayashi - Ito Genboku
- Tatsuhito Okuda - Matsumoto Ryojun
- Masaaki Uchino - Ryoma Sakamoto
- Fumiyo Kohinata - Rintaro Katsu (Kaishuu)
- Atsuo Nakamura - Tatsugoro Shinmon
- Hiroyuki Hirayama - Chiba Jutaro
- Koji Yamamoto - Noguchi Gen
- Naho Toda - Tae
- Masaki Izawa - Kiichi
- Mami Hashimoto - Akane

## Episodi 1ª stagione
1. The Touching Story of Love and Life Beyond Time and Space~A Modern-day Brain Surgeon is Sent to the Edo Period of Upheaval... Now the Hands of History Begin to move! Only a Person Can Help a Person!
2. The Tragedy of Saving Lives
3. Separate Futures...
4. A Reunion of Fate and Tragedy
5. Birth of the Drug that is a Sin Against God
6. If I Live...
7. A Will that Lives On
8. The Hands of History Change
9. Judgement of a Cruel God
10. Sakamoto Ryoma, Assassination...
11. The End of Time Slip... The Story that Goes Beyond Time-Space is Now!